# Andy Chambers

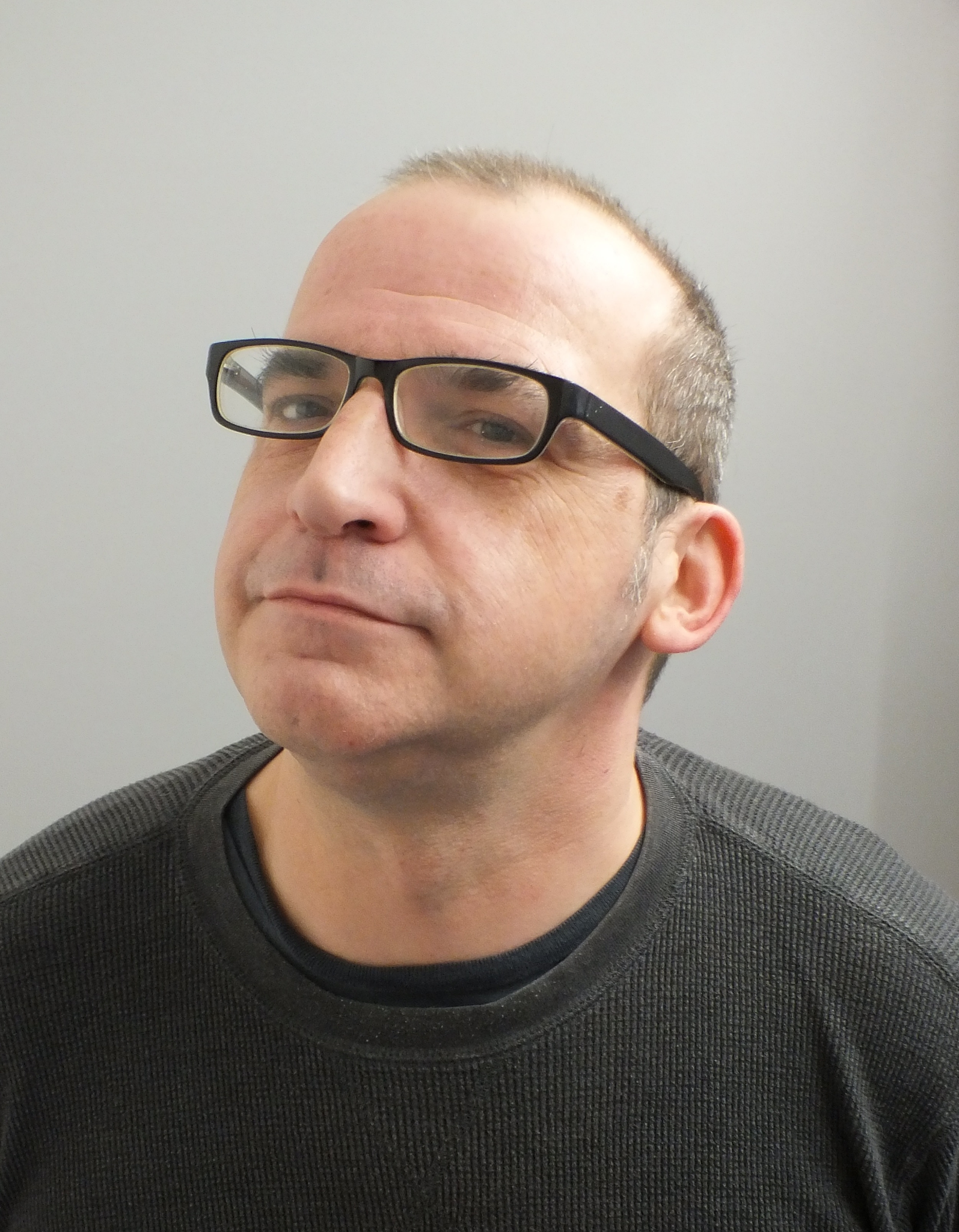
Andy Chambers (2015)

Andy Chambers (geb. 20. Oktober 1966 in Nottingham, England) ist ein englischer Spieleentwickler und Autor, bekannt für seine Arbeiten für Tabletop-Regelwerke für Games Workshop und viele weitere Firmen.

## Leben
Andy Chambers wurde am 20. Oktober 1966 in Nottingham geboren und wuchs dort auch auf.
Nach eigenen Angaben war er ein kränkliches Kind und hatte Asthma. Daher las er schon immer viel und hatte früh über seinen Bruder Kontakt zu Pen-&Paper-Rollenspielen wie Dungeons & Dragons und Tabletop-Spielen. Andy Chambers entwickelte schon als kleiner Junge in seinem lokalen Hobbyclub Spielregeln um ihre Tabletop-Spiele zu erweitern.
Andy Chambers hat ein Higher National Diploma, was der deutschen Hochschulreife entspricht.
2003 heiratete er Jessica Chambers nachdem sie sich auf der KublaCon 2002 kennengelernt haben.

## Karriere
Nach einem abgebrochenen Kunststudium war er mehrere Jahre lang arbeitslos. 
1989 wurde er als Journalist für das Fachmagazin White Dwarf von Games Workshop eingestellt.
1990 wechselte Andy Chambers in die Entwicklungsabteilung von Games Workshop und war dort bis 2004 tätig. Bekannt wurde er für seine Arbeiten an verschiedenen Regelbüchern und Erweiterungen für Warhammer 40.000 und schrieb als Autor verschiedene Romane im gleichen Universum. Andy Chambers war der leitende Spieleentwickler in einer Reihe von Spiele-Ablegern des Warhammer 40.000-Universums wie Necromunda (1995) und Battlefleet Gothic (1999), produziert von Specialist Games.
2003, wechselte Andy Chambers zu Mongoose Publishing als leitender Spieleentwickler für das Starship Troopers Tabletop-Spiel. Starship Troopers gewann den Preis für "Best New Game" (dt.: Bestes neues Spiel) der 2005 Origins Awards.
Ab 2006 war Andy Chambers war der "Lead Story Writer" für Blizzard Entertainment, für StarCraft II: Wings of Liberty und zog dafür nach Seattle in die USA.
Zwischen 2005 und 2018 schrieb Andy Chambers mehrere Bücher und Novellen, die im Warhammer 40.000-Universum spielen, und die meisten handelten von den Dark Eldar.
Am 14. Mai 2012 wurde Dust Warfare, geschrieben von Andy Chambers, von Fantasy Flight Games veröffentlicht. Im Juni 2013 gab Fantasy Flight Games bekannt, dass das neuseeländische Unternehmen Battlefront Miniatures den Vertrieb von Dust Warfare und Dust Tactics übernehmen würde.
Im Jahr 2015 wurde Chambers Creative Director bei Reforged Studios. Andy Chambers, Tuomas Pirinen und Ryan Miller haben das Skirmish-Brettspiel Warforged: First Contact für Reforged Studios und Ninja Division Publishing, die es über eine Kickstarter-Kampagne auf den Markt bringen wollten. Obwohl die Kampagne ihr Ziel von 60.000 $ übertraf, wurde sie vor dem Ende der Kickstarter-Kampagne abgebrochen. Seit April 2017 gibt es kein Update mehr zum Spiel.
Chambers und David Lewis erhielten gemeinsam eine Nominierung in der Kategorie "Miniaturen" der Origins Awards 2017 für Dropfleet Commander von Hawk Wargames. Im Jahr 2017 entwickelte er Blood Red Skies, ein Luftkampf-Miniaturenspiel, das von Warlord Games veröffentlicht wurde. Außerdem hat er zwischen 2017 und 2019 mehrere Erweiterungen für das Spiel entwickelt. Chambers entwickelte auch Strontium Dogs, ein Skirmisch-Tabletop-Spiel, das 2018 von Warlord Games veröffentlicht wurde.
Im Jahr 2019 war Andy Chambers beteiligt an Frostgrave: The Wizard's Conclave.
2024 kündigte Archon Studio das Spiel Heroes of Might and Magic: Battles an, das von Andy Chambers und Jervis Johnson entwickelt wurde.
2025 startete eine Crowdfunding-Kampagne für Zeo Genesis, entwickelt von Andy Chambers für Best Hobby. Den Hintergrund zu dem Spiel schrieb Gavin Thorpe.

## Werke

### Brett-, Karten- und Tabletop-Spiele
| Titel                                                     | Spiel                                  | Rolle      | Jahr |
| --------------------------------------------------------- | -------------------------------------- | ---------- | ---- |
| Warhammer: The Game of Fantasy Battles (4th Edition)      | Warhammer (4th Edition)                | Entwickler | 1992 |
| Warhammer: Battle Magic                                   | Warhammer (4th Edition)                | Entwickler | 1992 |
| Renegades: Eldar and Chaos Armies for Space Marine        | Space Marine                           | Entwickler | 1992 |
| Ork and Squat Warlords                                    | Space Marine                           | Entwickler | 1992 |
| Warhammer Armies: Skaven                                  | Warhammer (4th Edition)                | Entwickler | 1993 |
| Warhammer Armies: High Elves                              | Warhammer (4th Edition)                | Entwickler | 1993 |
| Space Marine Battles                                      | Space Marine (2nd edition)             | Entwickler | 1993 |
| Warhammer 40,000                                          | Warhammer 40,000 (Second edition)      | Entwickler | 1993 |
| Titan Legions                                             | Adeptus Titanicus                      | Entwickler | 1994 |
| Warhammer 40,000 Codex                                    | Warhammer 40,000 (Second edition)      | Entwickler | 1994 |
| Dark Millennium                                           | Warhammer 40,000 (Second edition)      | Entwickler | 1994 |
| Warhammer 40,000 Battles                                  | Warhammer 40,000 (Second edition)      | Entwickler | 1995 |
| Necromunda                                                | Necromunda (First edition)             | Entwickler | 1995 |
| Hive War                                                  | Space Marine (2nd edition)             | Entwickler | 1995 |
| Space Hulk                                                | Space Hulk (2nd edition)               | Entwickler | 1996 |
| Necromunda: Outlaws                                       | Necromunda (1st edition)               | Entwickler | 1996 |
| Warhammer Epic 40,000                                     | Warhammer Epic 40k (3rd edition)       | Entwickler | 1997 |
| Warhammer Armies: High Elves                              | Warhammer (5th Edition)                | Entwickler | 1997 |
| Warhammer 40,000: Storm of Vengeance                      | Warhammer 40,000 (2nd edition)         | Entwickler | 1997 |
| Necromunda: Battles in the Underhive                      | Necromunda (1st edition)               | Entwickler | 1997 |
| Gorkamorka                                                | Gorkamorka (1st edition)               | Entwickler | 1997 |
| Spaceship Battles                                         | Warhammer Specialist Game              | Entwickler | 1998 |
| Bommerz over da Sulphur River                             | Warhammer Specialist Game              | Entwickler | 1998 |
| Battlefleet Gothic                                        | Warhammer Battlefleet Gothic           | Entwickler | 1999 |
| Warp Storm                                                | Warhammer Battlefleet Gothic           | Entwickler | 2000 |
| Warhammer 40,000: Chapter Approved                        | Warhammer 40,000 (3rd edition)         | Entwickler | 2001 |
| Warhammer: Skaven                                         | Warhammer (6th Edition)                | Entwickler | 2002 |
| Warhammer 40,000: Battle for Macragge                     | Warhammer 40,000 (4th edition)         | Entwickler | 2004 |
| Warhammer 40,000 (Fourth Edition)                         | Warhammer 40,000 (4th edition)         | Entwickler | 2004 |
| Starship Troopers Miniatures Game                         | Starship Troopers: The Miniatures Game | Entwickler | 2005 |
| Battlefleet Gothic Armada                                 | Warhammer Battlefleet Gothic           | Entwickler | 2005 |
| Dust Warfare Core Book                                    | Dust Warfare                           | Entwickler | 2012 |
| Flame War                                                 | Flame War (card game)                  | Entwickler | 2012 |
| Fanticide                                                 | Fanticide                              | Entwickler | 2012 |
| Bolt Action: Armies of the Soviet Union                   | Bolt Action                            | Entwickler | 2013 |
| Bolt Action: Ostfront – Barbarossa to Berlin              | Bolt Action                            | Entwickler | 2015 |
| Bolt Action: Empires In Flames                            | Bolt Action                            | Entwickler | 2015 |
| Dropfleet Commander                                       | Dropzone Commander                     | Entwickler | 2016 |
| Dark Deeds                                                | Dark Deeds (card game)                 | Entwickler | 2016 |
| Darker Deeds                                              | Dark Deeds (card game)                 | Entwickler | 2017 |
| Blood Red Skies                                           | Blood Red Skies                        | Entwickler | 2017 |
| Blood Red Skies: Yakovlev Yak-1 Squadron                  | Blood Red Skies                        | Entwickler | 2017 |
| Blood Red Skies: US Ace Pilot – George Preddy             | Blood Red Skies                        | Entwickler | 2017 |
| Blood Red Skies: Supermarine Spitfire MK.II Squadron      | Blood Red Skies                        | Entwickler | 2017 |
| Blood Red Skies: Soviet Ace Pilot – Lydia Litvyak         | Blood Red Skies                        | Entwickler | 2017 |
| Blood Red Skies: P-51 Mustang Squadron                    | Blood Red Skies                        | Entwickler | 2017 |
| Blood Red Skies: Mitsubishi A6-M5 Zero Squadron           | Blood Red Skies                        | Entwickler | 2017 |
| Blood Red Skies: Messerschmitt BF109 E Squadron           | Blood Red Skies                        | Entwickler | 2017 |
| Blood Red Skies: Japanese Ace Pilot – Saburo Sakai        | Blood Red Skies                        | Entwickler | 2017 |
| Blood Red Skies: German Ace Pilot – Adolf Galland         | Blood Red Skies                        | Entwickler | 2017 |
| Blood Red Skies: British Ace Pilot – 'Sailor' Malan       | Blood Red Skies                        | Entwickler | 2017 |
| Blood Red Skies: Boulton Paul Defiant Mk I                | Blood Red Skies                        | Entwickler | 2017 |
| Warforged: First Contact                                  | Warforged: First Contact (board game)  | Entwickler | 2018 |
| Strontium Dog: The Good, the Bad, & the Mutie Starter Set | Strontium Dog                          | Entwickler | 2018 |
| Strontium Dog: Rulebook                                   | Strontium Dog                          | Entwickler | 2018 |
| Blood Red Skies: British Ace Pilot – Douglas Bader        | Blood Red Skies                        | Entwickler | 2018 |
| Blood Red Skies: British – Bristol Blenheim Mk IV Bomber  | Blood Red Skies                        | Entwickler | 2018 |
| Blood Red Skies: de Havilland Mosquito Squadron           | Blood Red Skies                        | Entwickler | 2018 |
| Blood Red Skies: German – Junkers JU-52                   | Blood Red Skies                        | Entwickler | 2018 |
| Blood Red Skies: German – Junkers JU-88 A Bomber          | Blood Red Skies                        | Entwickler | 2018 |
| Blood Red Skies: Hawker Hurricane Squadron                | Blood Red Skies                        | Entwickler | 2018 |
| Blood Red Skies: Soviet – Liszunov Li-2                   | Blood Red Skies                        | Entwickler | 2018 |
| Blood Red Skies: Soviet – Tupolev ANT-40 (SB-2) Bomber    | Blood Red Skies                        | Entwickler | 2018 |
| Blood Red Skies: Allied Ace Pilot – Witold Urbanowicz     | Blood Red Skies                        | Entwickler | 2019 |
| Blood Red Skies: British – RAF Expansion Pack             | Blood Red Skies                        | Entwickler | 2019 |
| Blood Red Skies: German Ace Pilot – "Bombo" Schenck       | Blood Red Skies                        | Entwickler | 2019 |
| Blood Red Skies: German Ace Pilot – "Pips" Priller        | Blood Red Skies                        | Entwickler | 2019 |
| Blood Red Skies: German Ace Pilot – Eduard Tratt          | Blood Red Skies                        | Entwickler | 2019 |
| Blood Red Skies: German – Bf 110 Squadron                 | Blood Red Skies                        | Entwickler | 2019 |
| Blood Red Skies: German – Fw 190 Squadron                 | Blood Red Skies                        | Entwickler | 2019 |
| Blood Red Skies: German – Junkers Ju 87D Stuka Squadron   | Blood Red Skies                        | Entwickler | 2019 |
| Blood Red Skies: German – Luftwaffe Expansion Pack        | Blood Red Skies                        | Entwickler | 2019 |
| Blood Red Skies: German – Messerschmitt Me 410 Squadron   | Blood Red Skies                        | Entwickler | 2019 |

### Novellen und Kurzgeschichten
| Titel                                                 | Serie/Setting             | Datum                                                      | ISBN                |
| ----------------------------------------------------- | ------------------------- | ---------------------------------------------------------- | ------------------- |
| Survival Instinct (Necromunda)                        | Necromunda                | 24. Mai 2005                                               | ISBN 978-1844161881 |
| Midnight on the Street of Knives (Dark Eldar Novella) | Path of the Dark Eldar    | Juni 2011                                                  |                     |
| Path of the Renegade (Dark Eldar Book 1)              | Path of the Dark Eldar    | 28. Februar 2012                                           | ISBN 978-1849701372 |
| The Treasures of Biel-Tanigh (Dark Eldar Novella)     | Path of the Dark Eldar    | 4. Februar 2013                                            |                     |
| Bellathonis and the Shadow King (Dark Eldar Novella)  | Path of the Dark Eldar    | 11. Februar 2013                                           |                     |
| The Masque of Vyle (Harlequins Novella)               | Path of the Dark Eldar    | 22. Februar 2013                                           |                     |
| Path of the Incubus (Dark Eldar Book 2)               | Path of the Dark Eldar    | 26. Februar 2013                                           | ISBN 978-1849703000 |
| The Alien Hunters (Deathwatch Novella)                | Deathwatch: Xenos Hunters | 17. März 2014                                              |                     |
| Path of the Archon (Dark Eldar Book 3)                | Path of the Dark Eldar    | 25. März 2014                                              | ISBN 978-1849705912 |
| Path of the Dark Eldar (Dark Eldar Omnibus)           | Path of the Dark Eldar    | 17. März 2015                                              | ISBN 978-1849708357 |
| The Arkunasha War (Tau Empire Novella)                | Tau Empire                | 4. September 2015                                          |                     |
| Zverograd : Winter Child                              | Dust 1947                 | März 2017                                                  |                     |
| Deus Ex Mechanicus (Adeptus Mechanicus Novella)       | Adeptus Mechanicus        | 23. April 2018 (Erstveröffentlichung 2000 in Inferno! #20) |                     |

### Rollenspiele
| Titel                       | Spiel                     | Rolle      | Datum | ISBN                |
| --------------------------- | ------------------------- | ---------- | ----- | ------------------- |
| Rites of Battle             | Deathwatch                | Entwickler | 2011  | ISBN 978-1589947818 |
| Mark of the Xenos           | Deathwatch                | Entwickler | 2011  | ISBN 978-1589947825 |
| Black Crusade Core Rulebook | Black Crusade             | Entwickler | 2011  | ISBN 978-1616611439 |
| Battlefleet Koronus         | Rogue Trader              | Entwickler | 2011  | ISBN 978-1589947993 |
| The Lathe Worlds            | Dark Heresy (1st Edition) | Entwickler | 2012  | ISBN 978-1589947689 |
| Accursed                    | Savage Worlds             | Entwickler | 2013  | ISBN 978-0991343607 |
| Accursed Player's Guide     | Savage Worlds             | Entwickler | 2013  |                     |

### Video-Spiele
| Titel                          | Spiel                          | Rolle             | Datum     |
| ------------------------------ | ------------------------------ | ----------------- | --------- |
| StarCraft II: Wings of Liberty | StarCraft II: Wings of Liberty | Lead Story Writer | Juli 2010 |

### Magazine
| Titel                             | Publication         | Rolle | Datum          |
| --------------------------------- | ------------------- | ----- | -------------- |
| White Dwarf (Ausgabe 124)         | White Dwarf         | Autor | April 1990     |
| White Dwarf (Ausgabe 127)         | White Dwarf         | Autor | Juli 1990      |
| White Dwarf (Ausgabe 134)         | White Dwarf         | Autor | Februar 1991   |
| White Dwarf (Ausgabe 136)         | White Dwarf         | Autor | April 1991     |
| White Dwarf (Ausgabe 137)         | White Dwarf         | Autor | Mai 1991       |
| White Dwarf (Ausgabe 145)         | White Dwarf         | Autor | Januar 1992    |
| White Dwarf (Ausgabe 151)         | White Dwarf         | Autor | Juli 1992      |
| White Dwarf (Ausgabe 186)         | White Dwarf         | Autor | Juni 1995      |
| White Dwarf (Ausgabe 189)         | White Dwarf         | Autor | September 1995 |
| Game Trade Magazine (Ausgabe 194) | Game Trade Magazine | Autor | April 2016     |